# Francisco de Jaén
Francisco de Jaén, O.S.Io.Hieros. (ou Francisco de Ilhaen) foi um prelado católico romano que serviu como bispo auxiliar de Sevilha (1530–?).

## Biografia
Francisco de Jaén foi ordenado sacerdote na Ordem dos Cavaleiros de São João de Jerusalém. A 5 de dezembro de 1530, foi nomeado durante o papado do Papa Clemente VII como Bispo Auxiliar de Sevilha e Bispo Titular de Christopolis. No dia 12 de maio de 1532, foi consagrado bispo por Gabriele Mascioli Foschi, arcebispo de Durrës.